# Year of the Dragon
Year of the Dragon (Manhattan Sur en España y Argentina y Año Del Dragón en Perú) es una película de acción de 1985 dirigida por Michael Cimino y protagonizada por Mickey Rourke, John Lone y Ariane.
La producción cinematográfica es una adaptación de la novela de Robert Daley del mismo nombre publicada en 1981.

## Argumento
En Chinatown, Nueva York, están rigiendo las Tríadas, la mafia china. En ella la policía hace la vista gorda al respecto. Un día el joven Joey Tai, uno de los jefes de esa mafia, utiliza una violencia nunca antes vista en Chinatown como parte de un plan de tomar el control de la mafia china allí y de expandir también las actividades de las Tríadas más allá de ese barrio a expensas de otros como la mafia italiana. Lo quiere hacer sobre todo respecto al tráfico de heroína, donde las Tríadas son los mayores importadores de esa droga en el país. 
En esta situación, Stanley White, el policía más condecorado de Nueva York, es transferido a Chinatown para devolver el orden a las calles de Chinatown. Está decidido a acabar con la violencia y lo convierte en una cruzada personal, en parte también, porque tiene tendencias odiosas hacia los asiáticos desde que sirvió en la perdida guerra de Vietnam. Sabiendo que Joey Tai es el problema principal, él se concentra en acabar con él, cosa que Joey Tai también sabe. 
De esa manera ambos hacen todo lo posible en acabar el uno con el otro, en la que White se excede en sus competencias y en la que Tai, en su violencia, incluso asesina a su mujer. La situación finalmente escala hasta tal punto que finalmente ambos hombres se enfrentan a muerte cara a cara por la noche en una línea de ferrocarril durante un transporte de heroina de Tai que White pudo interceptar y que era vital para él. White vence en el enfrentamiento y deja herido a Tai, el cual se suicida, porque sabe que está acabado. Después lo entierran en una procesión que busca encubrir lo que hizo Tai y con ella la existencia de la mafia china que buscó esconderse todo el tiempo hasta que vino él. 
White está decidido a no permitirlo e irrumpe en ella. Cuando los de la procesión se lanzan contra él en venganza por todo lo que ha estado haciendo, la policía, que no se atrevía a enfrentarse a la mafia china hasta que él vino, le ayuda y acaba así con el encubrimiento. Entonces White, que ha sido transferido a otro distrito por haberse excedido, se va en paz de Chinatown habiendo entablado mientrastanto una relación sentimental con Tracy Tzu, que le ayudó al respecto, y que le ayuda a reconocer que tiene que mejorar como persona.

## Reparto
| Actor            | Papel           |
| ---------------- | --------------- |
| Mickey Rourke    | Stanley White   |
| John Lone        | Joey Tai        |
| Ariane Koizume   | Tracy Tzu       |
| Leonard Termo    | Angelo Rizzo    |
| Raymond J. Barry | Louis Bukowski  |
| Caroline Kava    | Connie White    |
| Eddie Jones      | William McKenna |
| Victor Wong      | Harry Yung      |

## Producción

### Desarrollo
Dino De Laurentiis  quería desde hacía años realizar una película que estuviese localizada en Chinatown. Sin embargo los guiones que recibió no le gustaron hasta que apareció el libro de Daley. Compró por ello los derechos y se puso en contacto con Cimino para su adaptación. El director aceptó, pero sólo a cambio de que el libro fuese sólo un punto de partida para la película, por lo que tendría la libertad de contar la historia a su manera y que podría cambiar los personajes, algo que De Laurentiis aceptó, porque era el único dispuesto a ello.

### Preproducción
Como los productores ya tenían fijada la fecha del inicio de rodaje, Cimino se dio cuenta de que no podría escribir él solo el guión en el tiempo asignado. Por ello ayuda y se decantó para ello por Oliver Stone, porque quedó impresionado al leer su guión para Platoon (1986). Para escribirlo ellos, entre otras cosas se entrevistaron con cualquier persona que pudiera darles información sobre el funcionamiento del hampa en Chinatown, incluido un grupo de gánsteress disidentes, que les mostraron lo que estaba pasando en dicho barrio.
Una vez hecho el guion, Cimino empezó con la elección de los actores. En un primer momento, él había pensado en los actores Nick Nolte o Jeff Bridges para interpretar al policía Stanley White. Sin embargo, al final decidió que Mickey Rourke interpretase el papel, ya que había tenido ya antes experiencia en trabajar con él en La puerta del cielo (1980). Como causó atención en El hombre del hielo (1984), John Lone recibió el papel de Joey Tai. En cuanto a Tracy, se pensó a contratar a Joan Chen, pero Cimino finalmente escogió a la modelo Ariane Koizumi para ese papel.

### Rodaje
Una vez teniendo el presupuesto de, que era de 24 millones de dólares, se empezó a rodar la película, algo que duró 61 días. Aunque se llegaron a rodar algunos planos en la auténtica Nueva York, el grueso de los supuestos exteriores se filmaron en los North Carolina Film Studios (Wilmington, Carolina del Norte). Otras secuencias se filmaron en Tailandia, incluida su capital Bangkok, Wilmington y Vancouver. Cabe destacar, que los decorados filmados en Carolina del Norte eran tan realistas, que consiguieron engañar al mismísimo Stanley Kubrick, quién asistió a la premier de la película. Finalmente, para poder interpretar el papel, Rourke tuvo que meterse en la piel de un personaje 15 años mayor que él y por ello se tiñó su pelo de blanco para envejecerse en pantalla durante el rodaje. Al final Cimino terminó el filme a tiempo y dentro del presupuesto asignado, el cual fue estrenado el 16 de agosto de 1985.

## Recepción
Cuando se estrenó la película, la comunidad china en América protestó, porque creían que en el largometraje se estaba mostrando una imagen equivocada y estereotipada de Chinatown. Esto contribuyó a que la producción cinematográfica fue un fracaso de taquilla. También recibió en su estreno críticas negativas.
Hoy en día la película ha sido valorada en portales cinematográficos y por críticos profesionales. En IMDb, con unos 17 00 votos registrados, el filme obtiene una media ponderada de 6,8 sobre 10. En cuanto a Rotten Tomatoes, los más de 5000 votos registrados le dieron allí una valoración media de 3,3 de 5, mientras que los 18 críticos profesionales que se expresaron allí le dieron una valoración media de 6 de 10.
También cabe destacar, que, a pesar de ser rechazada durante su estreno, esta película es hoy considerada como una de las mejores películas policiacas de los ochenta, pionera respecto a la mafia china, ya que por primera vez se presentó a ella en el cine y que también se ha convertido con el tiempo en una película de culto.